# Unitatis redintegratio
Unitatis redintegratio (Restauración de la unidad) es el decreto del Concilio Vaticano II sobre Ecumenismo. Fue aprobado por 2137 votos a favor y 11 en contra de los obispos reunidos en el Concilio, y promulgado por el Papa Pablo VI el 21 de noviembre de 1964.
El título del documento está tomado de las palabras iniciales del texto latino. Las palabras iniciales de la traducción oficial al español son: "El restablecimiento de la unidad entre todos los cristianos es una de las principales preocupaciones del Concilio Vaticano II".

## Estructura
El decreto tiene la siguiente estructura:
- Proemio
- Capítulo I: Principios católicos sobre el Ecumenismo.
  - Unidad y unicidad de la Iglesia
  - Relación de los hermanos separados con la Iglesia católica
  - Ecumenismo
- Capítulo II: La práctica del ecumenismo
  - La unión afecta a todos
  - La reforma de la Iglesia
  - La conversión del corazón
  - La oración unánime
  - El conocimiento mutuo de los hermanos
  - La formación ecumenista
  - La forma de expresar y de exponer la doctrina de la fe
  - La cooperación con los hermanos separados
- Capítulo III
  - Las Iglesias y las Comunidades eclesiales separadas de la Sede apostólica romana
  - Consideración dela Iglesias orientales.
  - Las Iglesias y las Comunidades eclesiales separadas en Occidente
- Conclusión

## Descripción
Unitatis Redintegratio hace un llamamiento a la reunificación de la Cristiandad y es similar a un llamamiento anterior a la unidad realizado por el Papa León XIII en su carta encíclica de 1894 Praeclara gratulationis publicae. Sin embargo, Unitatis articula un tipo de eclesiología diferente a la de Praeclara. Se centra en la unidad del pueblo de Dios y en los hermanos cristianos separados, en lugar de insistir, según la formulación clásica, en que los cismáticos deben volver al redil bajo la unidad del Vicario de Cristo.
Unitatis reconoce que existen serios problemas ante las perspectivas de reunificación con las comunidades de la Reforma que no intentan reclamar la sucesión apostólica como hace la comunión anglicana. Las comunidades eclesiales que se adhieren al calvinismo son un caso especialmente problemático, porque ellas y el catolicismo tienen importantes diferencias doctrinales en cuestiones clave como la eclesiología, la liturgia y la mariología. Otras comunidades tienen diferencias doctrinales insolubles con el cristianismo católico porque su teología de la Santísima Trinidad es manifiestamente incompatible con la doctrina articulada por el Primer Concilio de Nicea en la Iglesia primitiva.

## Desarrollos posteriores
El Papa Juan Pablo II hace referencia a la enseñanza de Unitatis Redintegratio y la desarrolla en su carta encíclica de 25 de mayo de 1995, Ut Unum Sint.
El cardenal Walter Kasper analizó la situación de los problemas por el documento en el 40 aniversario de la promulgación de Unitatis en unas observaciones tituladas "El Decreto sobre el Ecumenismo - Releído después de 40 años".